# Ново Село (Доњи Вакуф)
Ново Село је насељено мјесто у Босни и Херцеговини, у општини Доњи Вакуф, које административно припада Федерацији Босне и Херцеговине. Према попису становништва из 2013. у насељу је живјело само 18 становника.

## Становништво
По последњем службеном попису становништва из 1991. године, у насељу Ново Село живело је 117 становника. Становници су претежно били Срби.
| Националност | 1991.       | 1981.        | 1971.        |
| Срби         | 78 (66,67%) | 102 (64,56%) | 115 (68,45%) |
| Муслимани    | 39 (33,33%) | 56 (35,44%)  | 52 (30,95%)  |
| Остали       |             |              | 1 (0,59%)    |
| Укупно       | 117         | 158          | 168          |